# 維巴德 (密蘇里州)
維巴德（英語：Vibbard）是位於美國密蘇里州雷縣的普查規定居民點。

## 歷史
維巴德的郵局於1870年設立，其後於1939年停運。

## 人口
根據2020年美國人口普查的數據，維巴德的面積為3.64平方千米，當中陸地面積為3.63平方千米，而水域面積為0.01平方千米。當地共有人口215人，而人口密度為每平方千米59.07人。